# Salsa golf
La salsa golf è una salsa tradizionale argentina.

## Storia
Stando alla versione più nota, la salsa golf venne inventata dal chimico e medico Luis Federico Leloir a metà degli anni 1920 in un golf club nella località balneare di Mar del Plata. Stufo di mangiare crostacei con la maionese, Leloir chiese a un cameriere il permesso di utilizzare gli ingredienti a disposizione del circolo. Dopo aver provato a mischiare fra loro aceto, limone, senape e altri ingredienti, Leloir preparò una salsa con maionese e ketchup, che i suoi amici nominarono "salsa golf". Oggi l'alimento è popolare in tutta l'Argentina, in Paraguay e Uruguay.

## Caratteristiche
La salsa golf è un condimento liquido, di consistenza molto densa e da consumare freddo. Si ottiene mischiando della maionese a una salsa a base di pomodoro come, ad esempio, il ketchup. Molte preparazioni della salsa golf prevedono anche la presenza dell'origano, del peperoncino e del cumino.
Solitamente, la salsa viene usata per condire le insalate, la carne, il pesce, e alcune specialità preparate nel Sud America, come il palmito en salsa golf argentino, e il Revuelto Gramajo uruguaiano. In Paraguay, la salsa viene consumata con le uova di quaglia.